# Skäktkniv

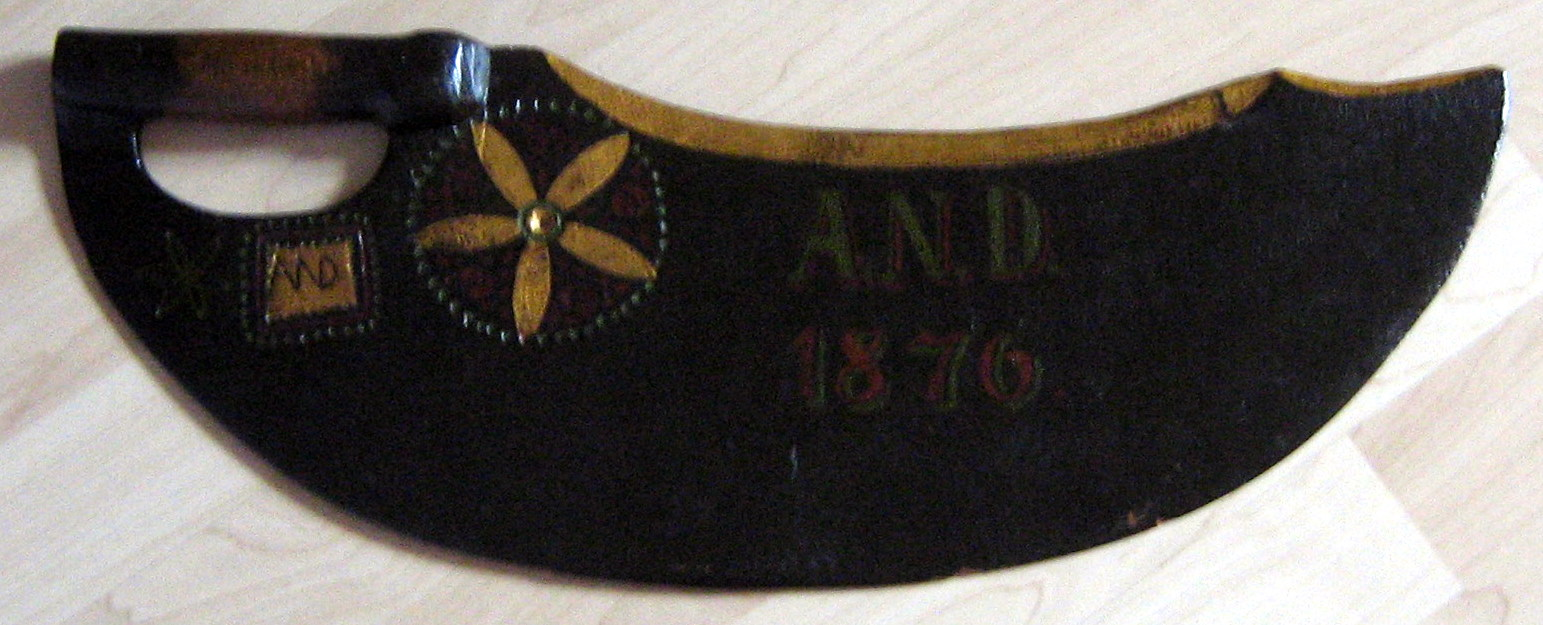
Sydsvensk skäktkniv.

Skäktkniv (eller skäktträ, skäktsvärd och skäkta) är ett knivliknande redskap som används vid skäktning av lin. De var ofta vackert målade och vanliga som friargåva. Skäktkniven användes genom att lin spändes upp över en skäktstol, eller annan vertikal bräda, och därefter bearbetades linet med skäktkniven tills linet var fritt från vedämnen.